# 瀬戸田パーキングエリア
瀬戸田パーキングエリア（せとだパーキングエリア）は、広島県尾道市瀬戸田町荻にある西瀬戸自動車道のパーキングエリアである。

## 概要
施設は上下線とも徒歩でも利用可能であり、パーキングエリアから多々羅大橋まで徒歩で通行可能である。
また、自転車については広島県道466号向島因島瀬戸田自転車道線は直接接続されていないが、敷地外に自転車を停めたのち徒歩で入場して利用可能である。

## 道路
- 西瀬戸自動車道（通称 しまなみ海道）

## 施設
上下線は連絡通路でつながっているため、どちらの施設も利用可能である。

### 尾道方面
- 駐車場
  - 大型15台
  - 小型40台
  - セミトレーラ1台
  - 身障者1台
- トイレ
  - 男 大4(洋式4)・小7
  - 女 13（洋式13）・同伴の男児用1
  - 身障者 1
- 給電スタンド（24時間）

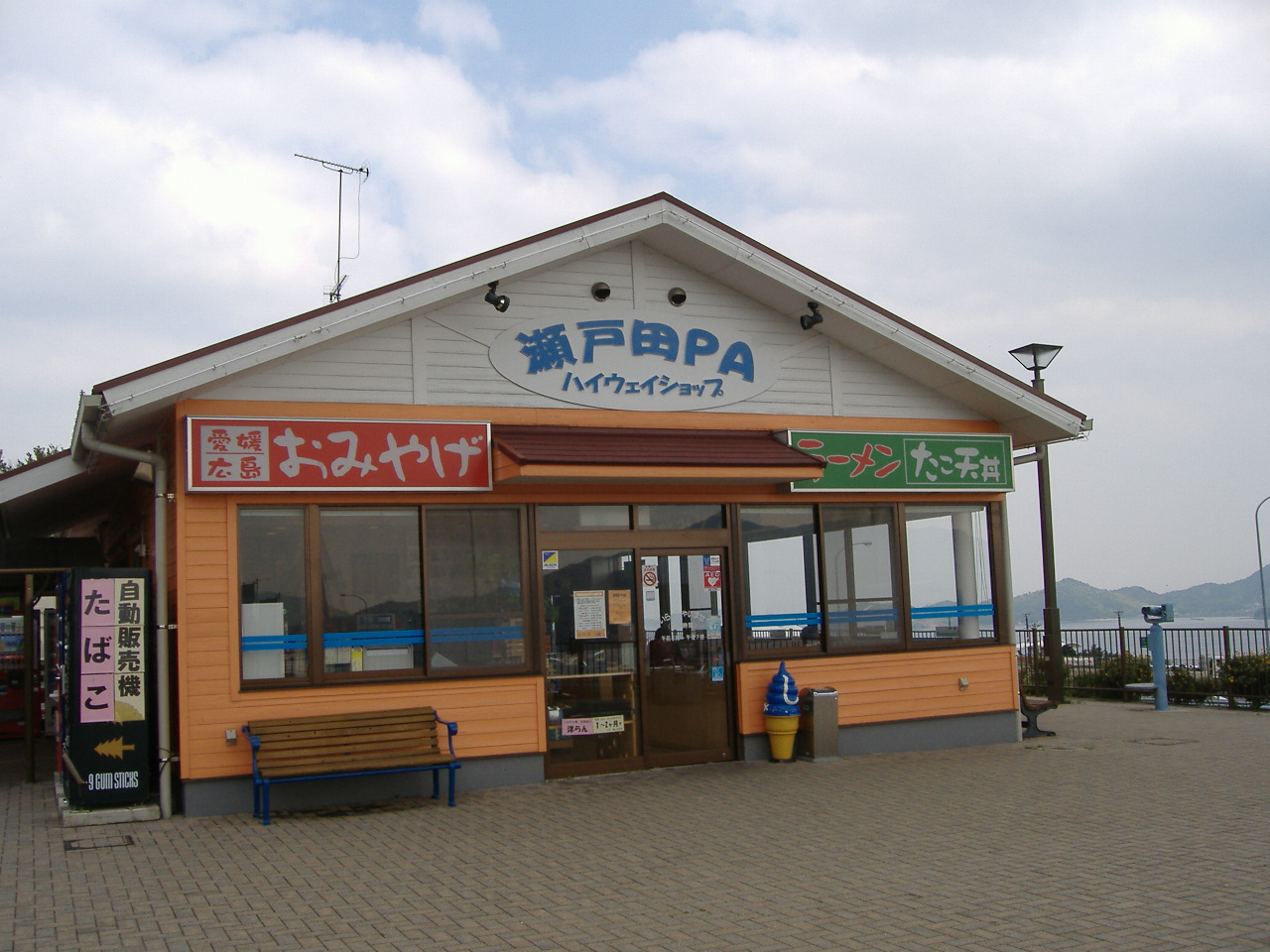
リニューアル前の上り施設

- スナック（本四バス開発、8:00 - 19:00）
- ショッピング（本四バス開発、8:00 - 19:00）
- 自動販売機

### 今治方面

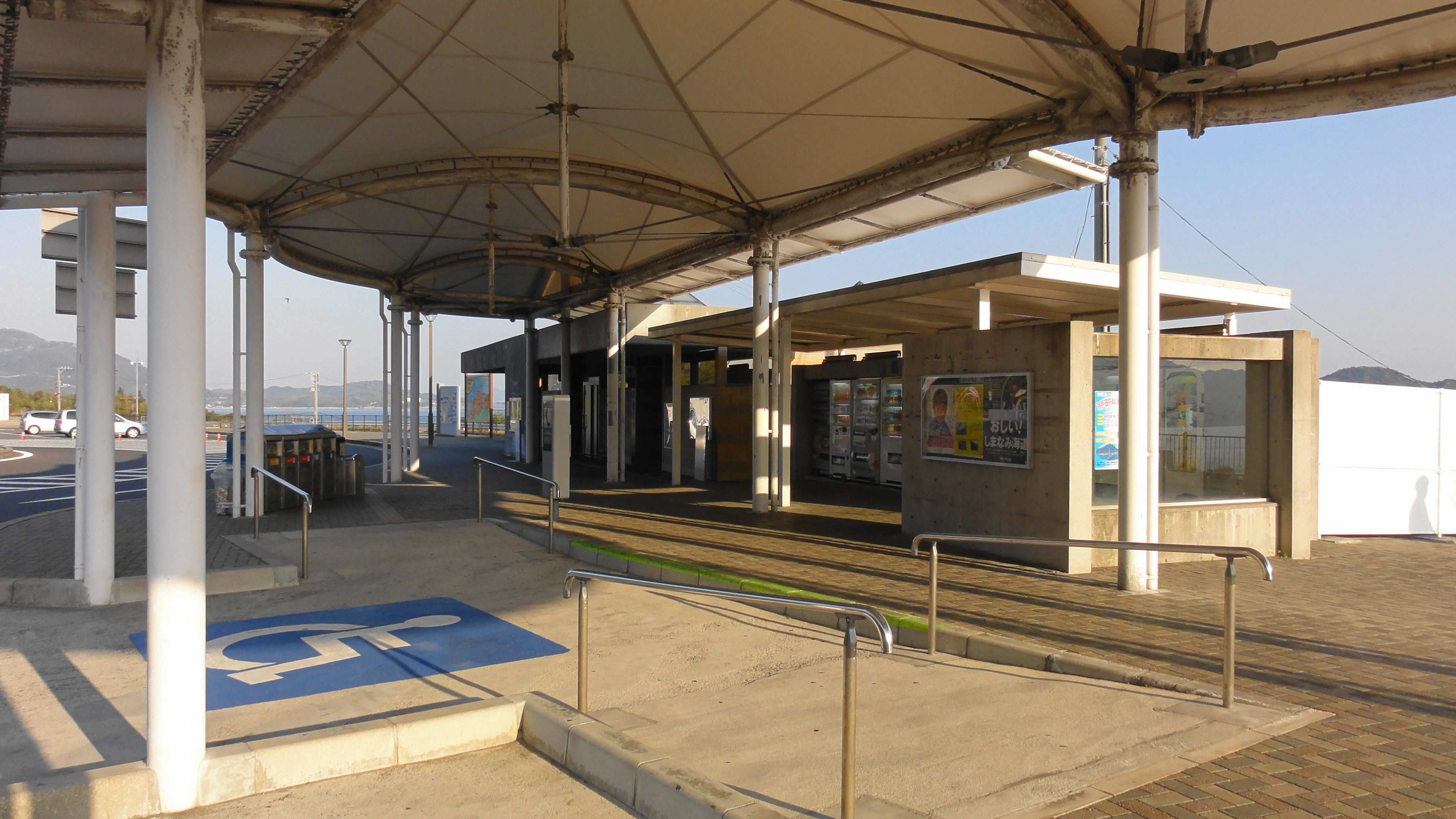
下り：四国方面行き

- 駐車場
  - 大型15台
  - 小型40台
  - セミトレーラ1台
  - 身障者1台
- トイレ
  - 男 大4(洋式4)・小7
  - 女 13（洋式13）・同伴の男児用1
  - 身障者 1
- 給電スタンド（24時間）
- 自動販売機

## バス停留所
瀬戸田パーキングエリアバス停を併設する。なお本線上には瀬戸田バスストップが別に設置されている。

### 停車する路線

#### 都市間高速バス
| のりば | 愛称               | 運行会社                                                       | 行先                   | 備考                           |
| ------ | ------------------ | -------------------------------------------------------------- | ---------------------- | ------------------------------ |
| 上り線 | しまなみライナー   | 広交観光・瀬戸内運輸・瀬戸内しまなみリーディング               | 広島駅新幹線口・広島BC |                                |
| 上り線 | しまなみライナー   | 中国バス・鞆鉄道・瀬戸内運輸・瀬戸内しまなみリーディング       | 福山駅                 | 今治発着便（赤坂バイパス経由） |
| 上り線 | キララエクスプレス | 中国バス・本四バス開発・瀬戸内しまなみリーディング・伊予鉄バス | 福山駅                 | 松山発着便（山陽道経由）       |
| 下り線 | しまなみライナー   | 広交観光・瀬戸内運輸・瀬戸内しまなみリーディング               | 今治駅・今治桟橋       | 広島発着便                     |
| 下り線 | しまなみライナー   | 中国バス・鞆鉄道・瀬戸内運輸・瀬戸内しまなみリーディング       | 今治駅・今治桟橋       | 福山発着便                     |
| 下り線 | キララエクスプレス | 中国バス・本四バス開発・瀬戸内しまなみリーディング・伊予鉄バス | 松山駅・松山市駅       |                                |

### バス停へのアクセス
- 本四バス開発瀬戸田島内線 五本松バス停・早瀬バス停（国道317号）
  - 地図上では近接しているものの、瀬戸田PAは海抜57mもあり海岸沿いの島内バス停とは標高差が激しい、接続道路も柑橘畑の農道等であり、アクセスがよいとはいえない。

## 隣
西瀬戸自動車道
瀬戸田BS - (7)生口島南IC - 瀬戸田PA/瀬戸田PA BS - (8)大三島IC/BS